# Мкалавишвили, Василий
Василий (Басил) Мкалавишвили (груз. ბასილი მკალავიშვილი) — лидер секты василистов, лишённый сана священник, был отлучён от Грузинской православной церкви в 1995 году за резкую критику ГПЦ относительно её членства во Всемирном Совете Церквей и другие провокационные заявления. Мкалавишвили присоединился к греческому старостильному «Синоду Противостоящих» митрополита Киприана (Куцумбаса).

## Биография
В 1995 году резко осудил Грузинскую православную церковь (ГПЦ) за сотрудничество со Всемирным Советом Церквей и обвинил католикоса-патриарха Илию II в «ереси экуменизма» и «пособничестве сектантам».
14 мая 1995 года ушёл в раскол, присоединившись к неканонической греческой юрисдикции «Синод противостоящих». В расколе была образована Глданская епархия. Своё название она получила от спального района Тбилиси, в котором находился её центр. Прихожане начали сбор денег для постройки нового храма.
Начиная с октября 1999 года он организовал целый ряд актов насилия по отношению к религиозным меньшинствам Грузии — баптистам и свидетелям Иеговы. Мкалавишвили и его сторонники устроили серию погромов, сопровождавшихся сожжениями протестантских Библий и другой неправославной литературы и избиениями. Книги свидетелей Иеговы предавались огню; как правило, вызываемая свидетелями Иеговы или баптистами полиция безучастно наблюдала за погромом.
По данным свидетелей Иеговы в период с октября 1999 года по август 2001 года было зафиксировано 80 случаев нападения на свидетелей Иеговы, в результате которых пострадало более тысячи человек
Потерпевшие неоднократно обращались в прокуратуру с жалобами на Мкалавишвили, он был арестован только в марте 2004 года.
23 сентября 2001 года последователи Василия Мкалавишвили устроили шествие по проспекту Руставели с колокольным звоном. Они несли плакаты и фотопортреты «изменников нации», чьи имена потом огласили перед зданием парламента. На плакатах было написано: «Долой секту иеговистов, осквернителей Святого Духа! Православие или смерть! Гига Бокерия — масонское отродье!».
В сентябре 2002 года заявил, что «начинает активную борьбу против распространения порнографической периодики в стране», и пообещал, что «не пропустит ни одного газетного ларька, на прилавках которого обнаружатся подобные издания».
4 июня 2003 года решением суда Ваке-Сабурталинского района города Тбилиси от приговорён к трёхмесячному предварительному заключению по обвинению в умышленном уничтожении чужого имущества. Решение суда выполнять отказался, после чего был объявлен в розыск.
12 марта 2004 года был задержанный в пятницу в ходе спецоперации в Тбилиси. Сторонники Мкалавишвили, число которых превышало 70 человек, в течение нескольких часов оказывали сопротивление спецназовцам, штурмовавшим храм. По данным правоохранительных органов, в результате спецоперации спецназа 10 сторонников бывшего священника получили увечья, ещё 7 человек задержано за «неподчинение и оказание сопротивления».
В тот же день парламентский секретарь Грузинской Патриархии Георгий Андриадзе заявил: «Грузинская православная церковь считает неприемлемым насильственный метод задержания Василия Мкалавишвили. Силовые структуры могли бы задержать Мкалавишвили в других условиях и в другой форме и не допустить столь масштабного противостояния, в которое переросла операция по задержанию Мкалавишили в церкви в Глданском районе Тбилиси».
13 марта Василию Мкалавишвили было предъявлено обвинение по трём статьям Уголовного кодекса Грузии: по статье 155 УК Грузии: «незаконное воспрепятствование исполнению религиозных обрядов или иных религиозных правил и обычаев, совершенное путём насилия или его угрозы, либо соединенное с оскорблением религиозных чувств верующих или священнослужителей», по статье 187-2 УК Грузии: «повреждение или уничтожение имущества, совершенные путём поджога», а также по статье 225 УК Грузии: «организация или руководство массовыми беспорядками, сопровождаемыми насилием, погромами, поджогами, применением оружия или взрывчатых устройств либо оказание вооруженного сопротивления представителю власти». Обвинения были также предъявлены ещё восьми лицам, задержанным вместе с Мкалавишвили
2 августа 2004 года перенёс приступ стенокардии, развившийся на почве гипертонического криза.
К шести годам лишения свободы приговорил тбилисский суд Василия Мкалавишвили, признав его виновным в насилии против религиозных меньшинств. Суд, состоявшийся 31 января 2005 года, также приговорил Петрэ Иванидзе, ближайшего помощника Мкалавишвили, к четырём годам заключения. К меньшим срокам заключения суд приговорил ещё нескольких сторонников Мкалавишвили — но не за участие в погромах, а за сопротивление властям при аресте священника.
Перед августовской войной в Грузии, 25 июля 2008 года, он был досрочно освобождён после четырёхлетнего заключения. У входа Руставской колонии № 1 его встречала паства так называемой Глданской епархии. Сразу же после освобождения Мкалавишвили провел первую службу в церкви, настоятелем которой он является и где его арестовали четыре года назад вместе с несколькими сторонниками. Мкалавишвили заявил, что «временно подчиняется истинной Греческой церкви», но настанет время, когда он примирится с Грузинской церковью, «и все будет в порядке».
В ноябре 2009 года написал заявление, в котором раскаивался в своих поступках и просил Патриарха Грузии, а также Священный Синод принять его заявление и рассмотреть на собрании. 22 декабря того же года «Священный Синод принял решение и сделал предложение Мкалавишвили. Примет ли он его — воля самого Мкалавишвили», — пояснили в Патриархии. В свою очередь Мкалавишвили заявил, что он не обращался к Священному Синоду с каким-либо заявлением. По его словам, о постановлении Синода он узнал от журналистов и не намерен в чём либо раскаиваться. Мкалавишвили потребовал предъявления своего заявления.
17 мая 2013 года принял участие в акции «в защиту нравственности», протестуя против гей-парада в Тбилиси.